# Провінція
Прові́нція (лат. provincia) — адміністративно-територіальна одиниця в деяких країнах, частина країни. 
Імовірно походить від латинського вислову «pro vincere Romanis» — від імені Римлян, щоб владарювати. 
Умовно, найчастіше, провінції є відповідниками адміністративних одиниць найвищого (першого) рівня, тобто, наприклад, як-от Землі Німеччини, Префектури Франції, чи області України, області СРСР. Переносно — відстала місцевість, віддалена від столиці. 

## Провінції за державою
| Країна                        | Країна                                                  | Провінції                                | Провінції | Провінції | Провінції                                             |
| Стаття Вікі                   | Адмінподіл                                              | Стаття Вікі                              | Рівень    | Кількість | Категорія Вікі                                        |
| ----------------------------- | ------------------------------------------------------- | ---------------------------------------- | --------- | --------- | ----------------------------------------------------- |
| Ангола                        | Адміністративний поділ Анголи                           | Провінції Анголи                         | I         | 18        | Провінції Анголи (17 К, 19 С)                         |
| Аргентина                     | Адміністративний поділ Аргентини                        | Провінції Аргентини                      | I         | 23        | Провінції Аргентини (23 К, 24 С)                      |
| Афганістан                    | Адміністративний поділ Афганістану                      | Провінції Афганістану                    | I         | 34        | Провінції Афганістану (22 К, 35 С)                    |
| Бельгія                       | Адміністративний поділ Бельгії                          | Провінції Бельгії                        | II        | 10        | Провінції Бельгії (10 К, 10 С)                        |
| В'єтнам                       | Адміністративний поділ В'єтнаму                         | Провінції В'єтнаму                       | I         | 58        | Провінції В'єтнаму (16 К, 57 С)                       |
| Еквадор                       | Адміністративний поділ Еквадору                         | Провінції Еквадору                       | I         | 24        | Провінції Еквадору (17 К, 22 С)                       |
| Індонезія                     | Адміністративний поділ Індонезії                        | Провінції Індонезії                      | I         | 32        | Провінції Індонезії (35 К, 35 С)                      |
| Ірак                          | Адміністративний поділ Іраку                            | Провінції Іраку                          | I         | 18        | Провінції Іраку (7 К, 18 С)                           |
| Ірландія                      | Адміністративний поділ Ірландії                         | Провінції Ірландії                       | –         | 4         | Провінції Ірландії (4 К, 5 С)                         |
| Італія                        | Адміністративний поділ Італії                           | Провінції Італії                         | II        |           | Провінції Італії (107 К, 111 С)                       |
| Канада                        | Адміністративний поділ Канади                           | Провінції і території Канади             | I         | 10        | Провінції і території Канади (16 К, 22 С)             |
| Кенія                         | Адміністративний поділ Кенії                            | Провінції Кенії                          | I         | 8         | Провінції Кенії (1 К, 9 С)                            |
| Китай (КНР)                   | Адміністративний поділ Китаю                            | Провінції КНР                            | I         | 22        | Провінції КНР (28 К, 37 С)                            |
| Демократична Республіка Конго | Адміністративний поділ Демократичної Республіки Конго   | Провінції Демократичної Республіки Конго | I         | 26        | Провінції Демократичної Республіки Конго (15 К, 24 С) |
| Коста-Рика                    | Адміністративний поділ Коста-Рики                       | Провінції Коста-Рики                     | I         | 7         | Провінції Коста-Рики (7 К, 9 С)                       |
| Куба                          | Адміністративний поділ Куби                             | Провінції Куби                           | I         | 14        | Провінції Куби (6 К, 15 С)                            |
| Мадагаскар                    | Адміністративний поділ Мадагаскару                      | Провінції Мадагаскару                    | I         | 6         | Провінції Мадагаскару (7 С)                           |
| Марокко                       | Адміністративний поділ Марокко                          | Провінції Марокко                        |           |           | Категорія «Провінції Марокко» не знайдена.            |
| Нідерланди                    | Адміністративний поділ Нідерландів                      | Провінції Нідерландів                    | I         | 12        | Провінції Нідерландів (13 К, 14 С)                    |
| Панама                        | Адміністративний поділ Панами                           | Провінції Панами                         | I         | 10        | Провінції Панами (3 К, 7 С)                           |
| Папуа Нова Гвінея             | Адміністративний поділ Папуа Нової Гвінеї               | Провінції Папуа Нової Гвінеї             | I         | 20        | Провінції Папуа Нової Гвінеї (13 К, 22 С)             |
| ПАР                           | Адміністративний поділ Південно-Африканської Республіки | Провінції ПАР                            | I         | 9         | Провінції ПАР (9 К, 11 С)                             |
| Північна Корея                | Адміністративний поділ Північної Кореї                  | Провінції Північної Кореї                | I         | 9         | Провінції Північної Кореї (9 С)                       |
| Саудівська Аравія             | Адміністративний поділ Саудівської Аравії               | Провінції Саудівської Аравії             | I         | 13        | Категорія «Провінції Саудівської Аравії» не знайдена. |
| Сирія                         | Адміністративний поділ Сирії                            | Провінції Сирії                          | I         | 13        | Провінції Сирії (13 К, 16 С)                          |
| Сомалі                        | Адміністративний поділ Сомалі                           | Провінції Сомалі                         | I         | 18        | Провінції Сомалі (6 К, 20 С)                          |
| Таїланд                       | Адміністративний поділ Таїланду                         | Провінції Таїланду                       | I         | 76        | Провінції Таїланду (17 К, 41 С)                       |
| Туреччина                     | Адміністративний поділ Туреччини                        | Провінції Туреччини                      | I         | 81        | Провінції Туреччини (72 К, 77 С)                      |
| Фінляндія                     | Адміністративний поділ Фінляндії                        | Провінції Фінляндії                      | I         | 19        | Провінції Фінляндії (18 К, 22 С)                      |
| Шрі-Ланка                     | Адміністративний поділ Шрі-Ланки                        | Провінції Шрі-Ланки                      | I         | 9         | Провінції Шрі-Ланки (9 К, 10 С)                       |

## В історії

### Римська імперія
У Стародавньому Римі — підвладні римлянам території поза Апеннінським півостровом, що керувались римським намісником.
У II ст. н. е. до складу Римської імперії входили провінції: Сицилія (перша римська провінція з 227 до н. е.), Корсика й Сардинія, Іспанія, Галлія, Британія, Норік, Іллірія, Дакія, Азія, Віфінія, Понт, Сирія, Юдея, Аравія, Месопотамія, Єгипет, Африка та ін.;

### Російська імперія
у Російській імперії та в Лівобережній Україні — адміністративно-територіальна одиниця в 1719—1775. Існувала паралельно з сотенно-полковим устроєм Лівобережної України. З метою уніфікації територіально-адміністративної системи Гетьманщини та Московської держави в 1708 на українських землях було сформовано дві губернії — Київську і Азовську (всього в Московському царстві — 8).
З 1719 губернія поділялась на провінції (вперше окремі провінції встановлено в 1711—1712), яка, своєю чергою, складалася з дистриктів (з 1726 — повітів). З 1719 Київська губернія поділялась на 4 провінції: Білгородську, Севську, Орловську і Київську; Азовська губернія складалась з провінцій: Воронезької, Єлецької, Тамбовської, Шацької, Бахмутської. Провінції очолював воєвода, а в губернському місті — губернатор, при якому створювалась губернська провінціальна канцелярія.